# Homburg (België)
Homburg (Frans: Hombourg; Platdiets: Homerech) is een deelgemeente van Plombières in de Belgische provincie Luik. Het plaatsje ligt in het Land van Herve en in de zogeheten Platdietse streek. Tot 1977 was Homburg een zelfstandige gemeente.  

## Geschiedenis
De geschiedenis van Homburg gaat mogelijk terug tot de Merovingische tijd; rond 1070 wordt de naam Humborc (volgens sommigen Hunborc) aangetroffen in manuscripten.
Tot de opheffing van het hertogdom Limburg hoorde Homburg tot de Limburgse hoogbank Montzen. Net als de rest van het hertogdom werd Homburg bij de annexatie van de Zuidelijke Nederlanden door de Franse Republiek in 1795 opgenomen in het toen gevormde departement Ourthe.
Bij de onafhankelijkheid van België inventariseerde geograaf Philippe Vandermaelen in dit dorp (dat toen ook Remersdaal omvatte) 151 landelijke woningen, 20 hoeves, 2 herenhuizen, 141 hutten, 2 kerken, 2 gemeentehuizen, 3 watermolens, 2 kleine kaliumfabrieken, 3 siroopfabriekjes en 2 scholen. Er waren 1657 inwoners die (naar zijn zeggen) Duits en Waals spraken. Het inventaris omvat verder details over de natuurlijke omgeving (o.a. enkele wolven), bodems, landbouwproductie en veestapel. Ook het wegennetwerk van toen is beschreven. De omschrijving door Vandermaelen geeft een interessante inkijk in het dagelijkse leven rond 1830.
Op het grondgebied van Homburg, bij het gehucht Vogelsang, bevindt zich een groot Amerikaans oorlogskerkhof uit de Tweede Wereldoorlog. Hoewel het kerkhof zich in de deelgemeente Homburg bevindt, wordt het meestal naar het dichtbijgelegen Hendrik-Kapelle (Henri-Chapelle) genoemd.

## Demografische ontwikkeling
- Bronnen:NIS, Opm:1831 tot en met 1970=volkstellingen; 1976 = inwoneraantal op 31 december
- 1856*: Afsplitsing van Remersdaal in 1852 als zelfstandige gemeente

## Geografie
Homburg ligt op een hoogte van ongeveer 240 meter, in het verlengde tussen twee heuvelplateaus in. Aan de noordzijde is dat het Plateau van Crapoel dat helemaal doorloopt tot in Gulpen in Nederland met op het Belgische deel het Beusdalbos. In het zuiden ligt er een heuvelrug richting Hendrik-Kapelle. Ook het dorp zelf ligt op een relatief hoog punt in het landschap. Verder ligt ten noordwesten van het dorp de heuvel Schaesberg.
Het dorp ligt in het stroomgebied van de Geul. Aan de westzijde van het dorp en het westen van de beide heuvelplateaus stroomt de Gulp in het Gulpdal.
Tussen Homburg en het gehucht Montzen-Gare ligt het uitgestrekte rangeerterrein van Montzen.

## Bezienswaardigheden
- Sint-Brixiuskerk
- Agnus Deikerk
- Molen van Medael
- Gulpermolen
- Kasteel van Berlieren
- Kasteel van Vieljaeren

## Verkeer en vervoer
Homburg had een spoorwegstation aan de lijn Chênée - Plombières (spoorlijn 38). Tijdens de Eerste Wereldoorlog werd er een aansluiting aangelegd tussen Homburg en het nabijgelegen Montzen. Het treinverkeer op de lijn stopte in 1957.
Ten noorden van Homburg ligt de Spoorlijn 24 met in het noordwesten de Tunnel van Remersdaal onder het Beusdalbos en in het noordoosten een groot spoorwegemplacement van Station Montzen. Hier gaat veel goederenvervoer langs van en naar Aken.
Door Homburg loopt de N608.

## Talen
Het dorp ligt van oudsher op de grens van het Nederlandse, het Duitse en het Franse cultuurgebied. Vroeger sprak de bevolking Platdiets, een Limburgs-Ripuarisch grensdialect. Bij de eerste talentelling in 1846 gaf 90% van de bevolking aan Nederlands te spreken, tegenover 8% Frans en 2% Duits. De kerktaal was toen echter Duits. Mede daarom werd Remersdaal, waar de kerktaal Nederlands was, in 1851 als onafhankelijke gemeente van Homburg afgescheiden. Na de Eerste Wereldoorlog zocht de bevolking om vaderlandslievende redenen nog sterker aansluiting bij het Franse taalgebied. Bij de talentelling van 1930 gaf 76% van de bevolking aan Franstalig te zijn; in 1947 was dat 82%. Bij de vastlegging van de taalgrens in 1962 werd Homburg bij het Franse taalgebied ingedeeld. Het Platdiets is tegenwoordig in deze streek zo goed als verdwenen.

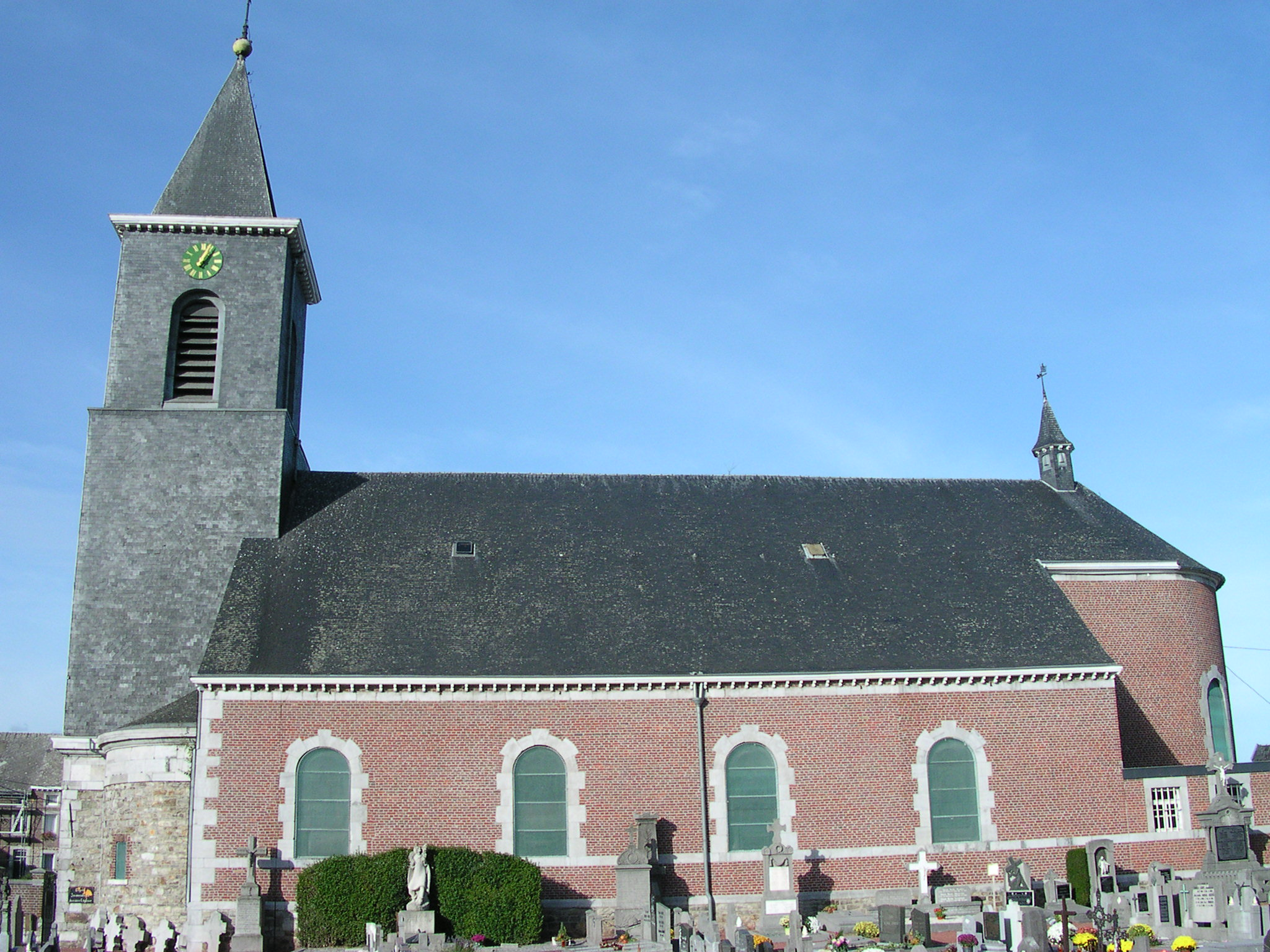
Sint-Brixiuskerk (Saint-Brice) te Homburg
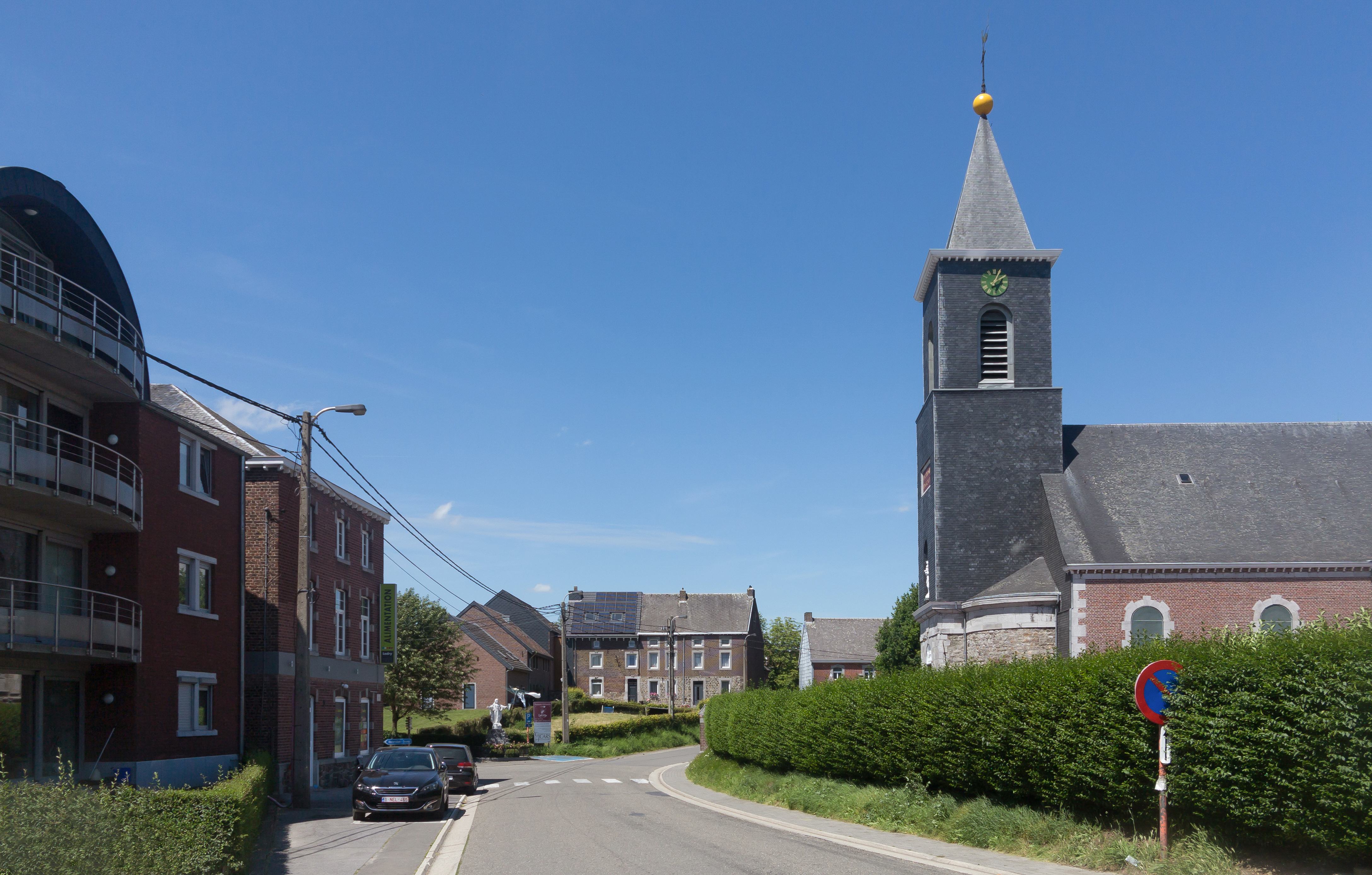
Sint-Brixiuskerk in de straat
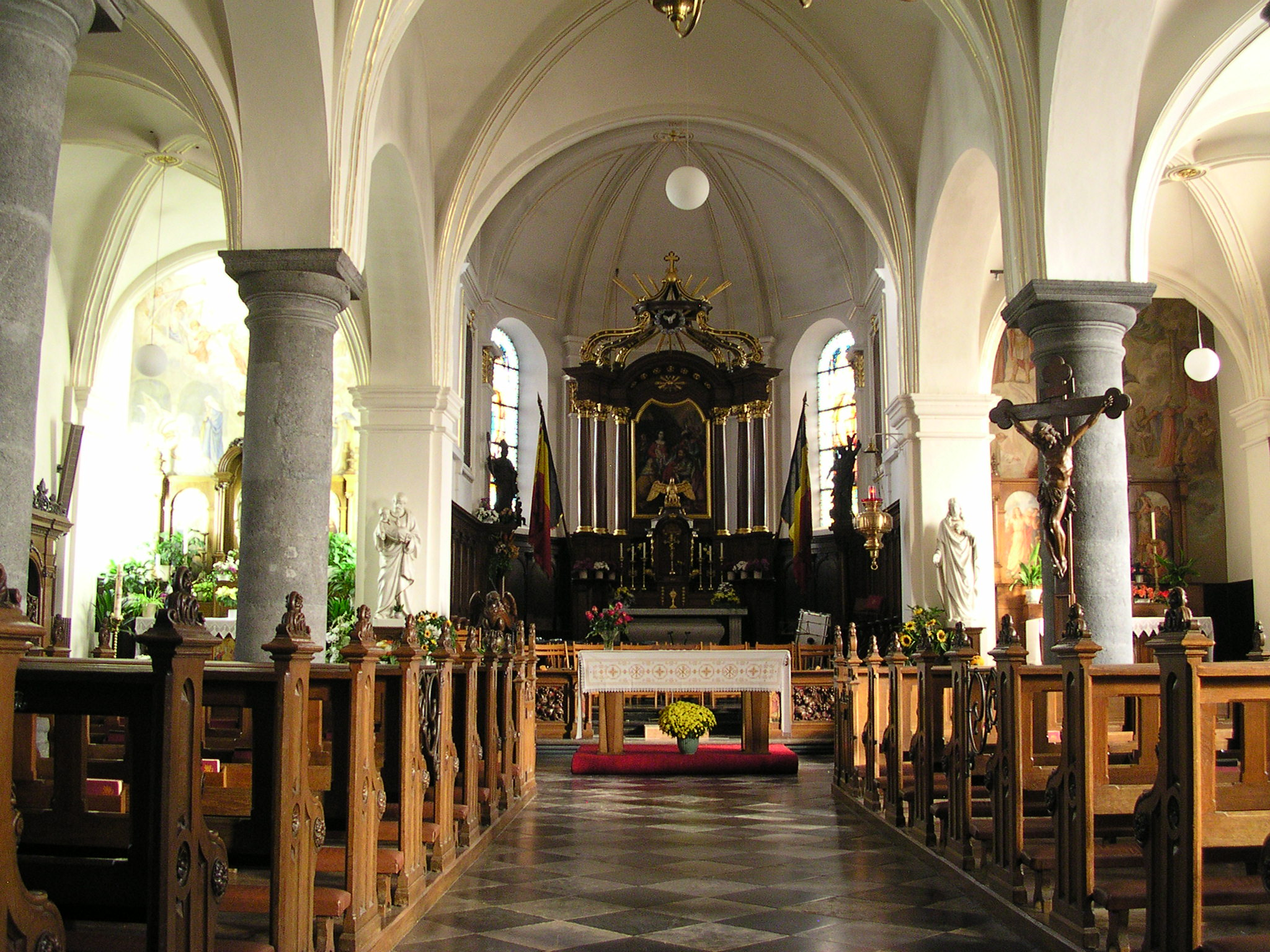
Kerk van Homburg (van binnen)
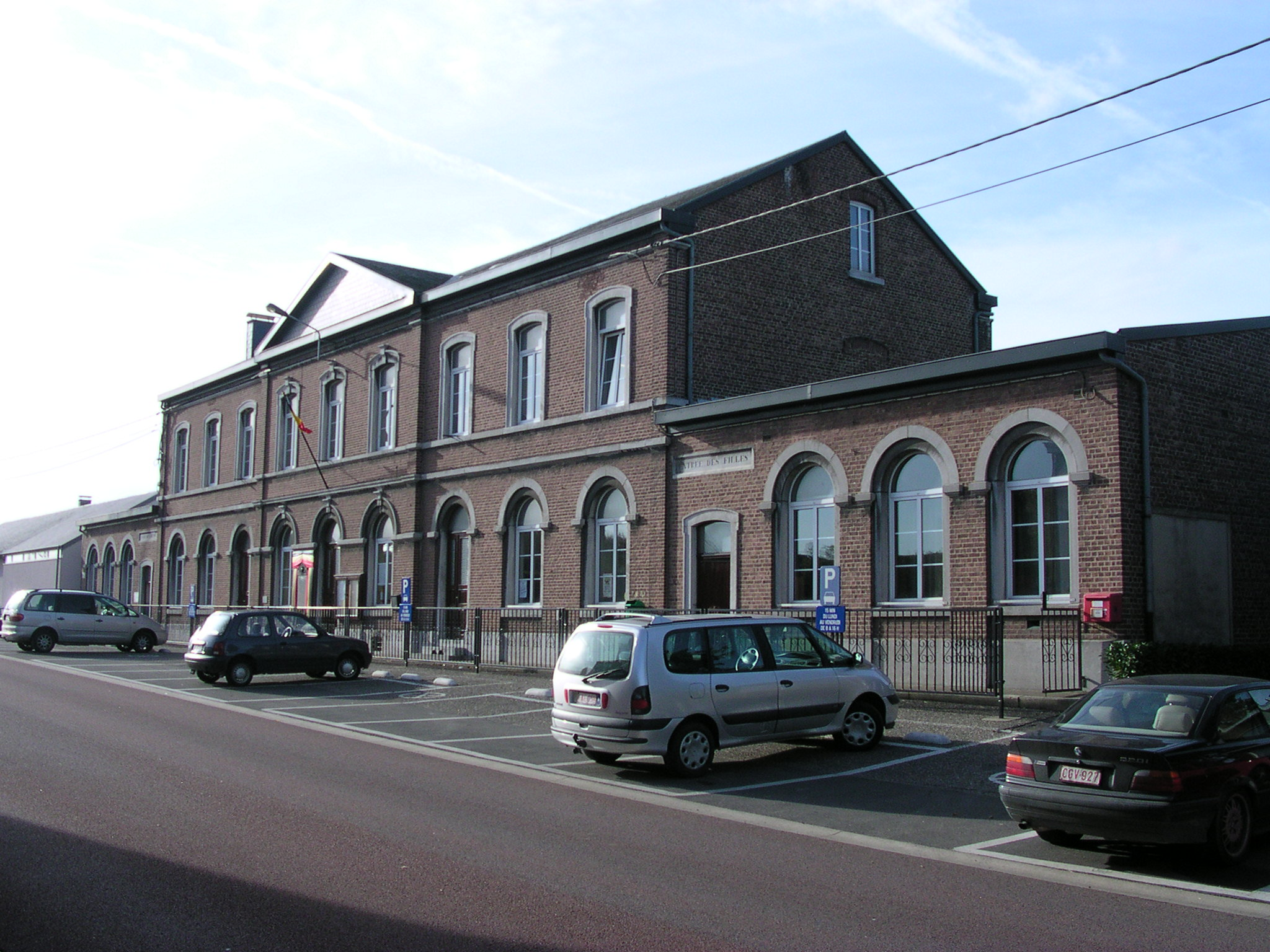
Lagere school van Homburg
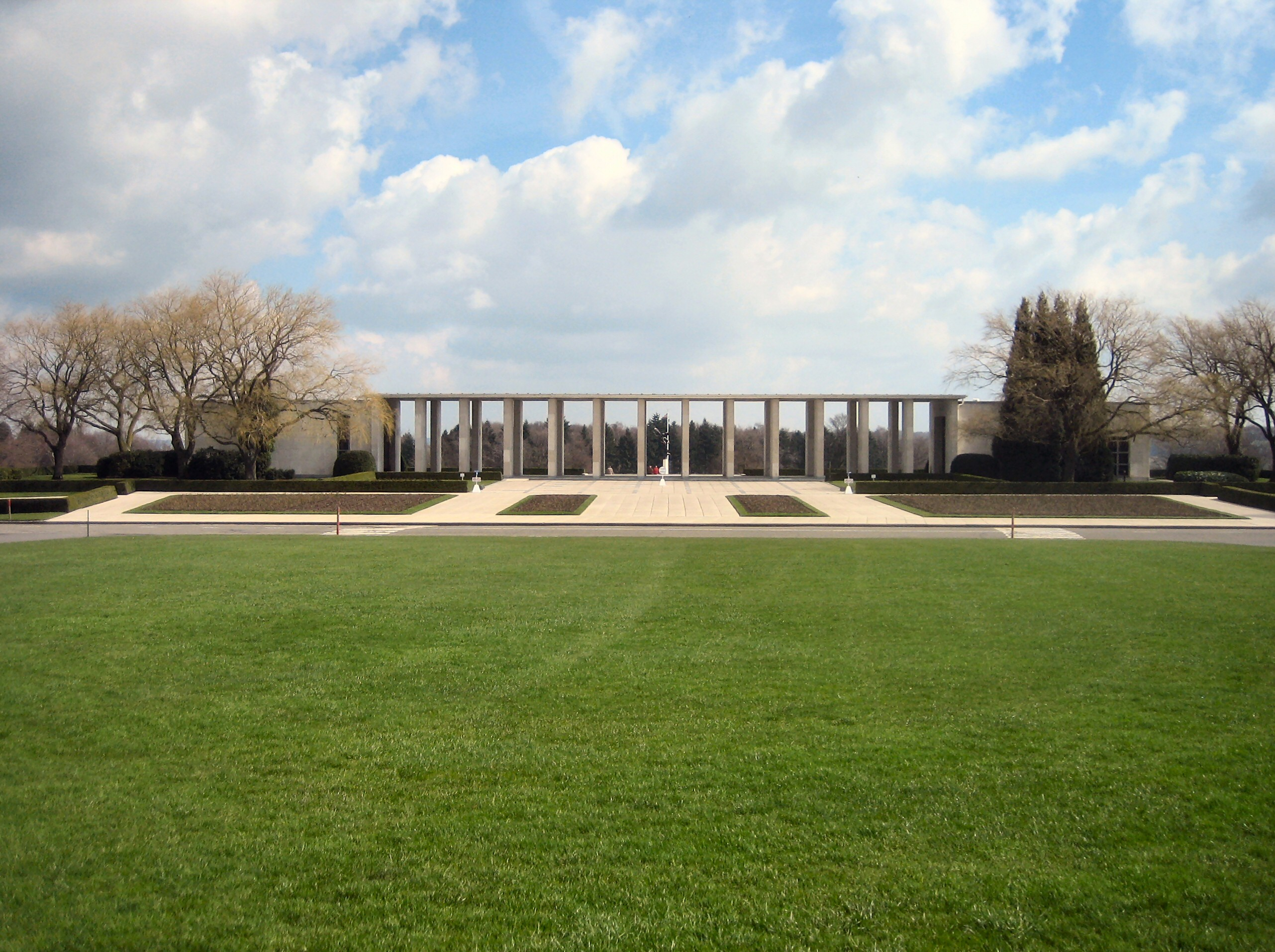
Amerikaans kerkhof
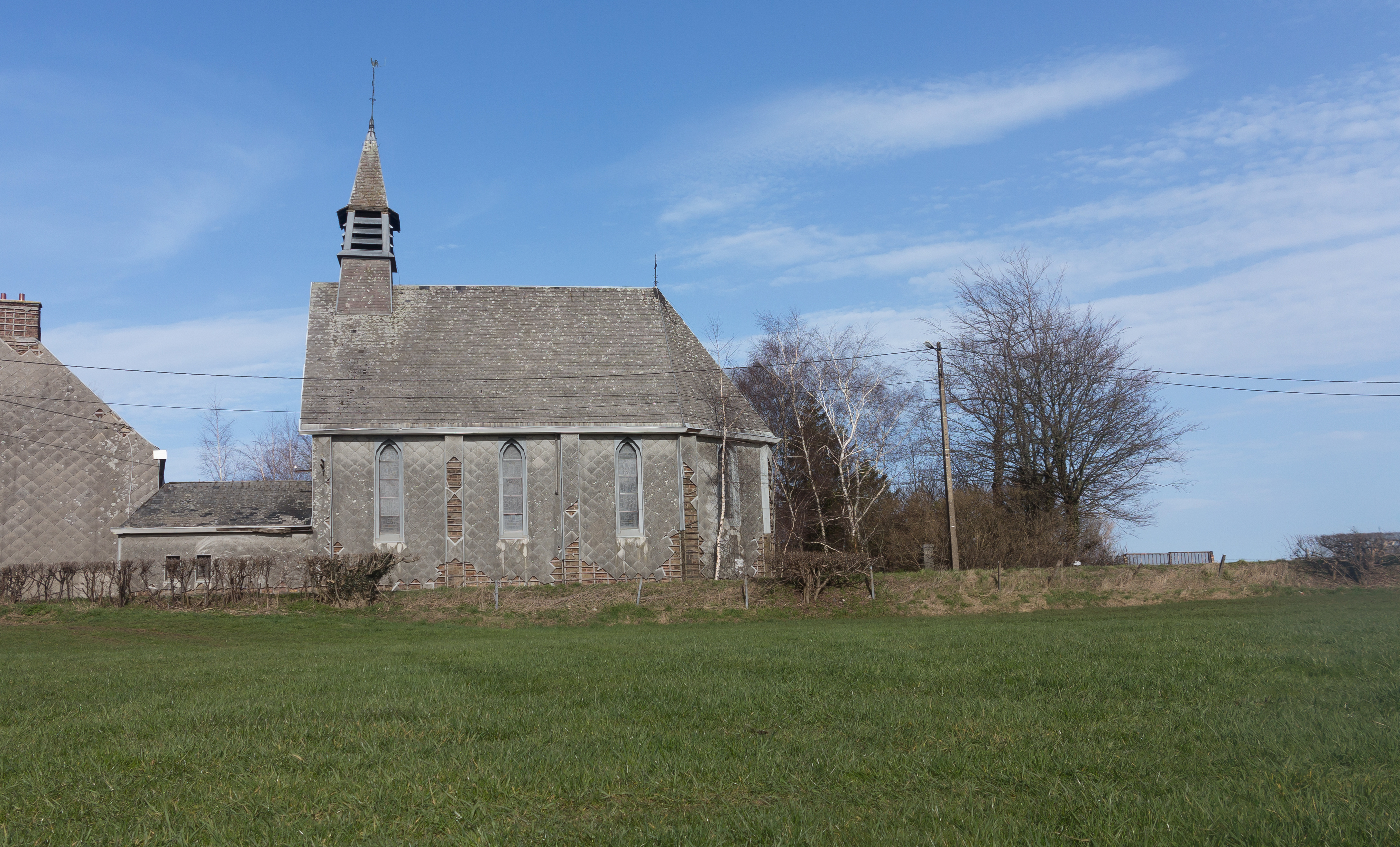
Kerk {l´église Agnus Dei) buiten het dorp
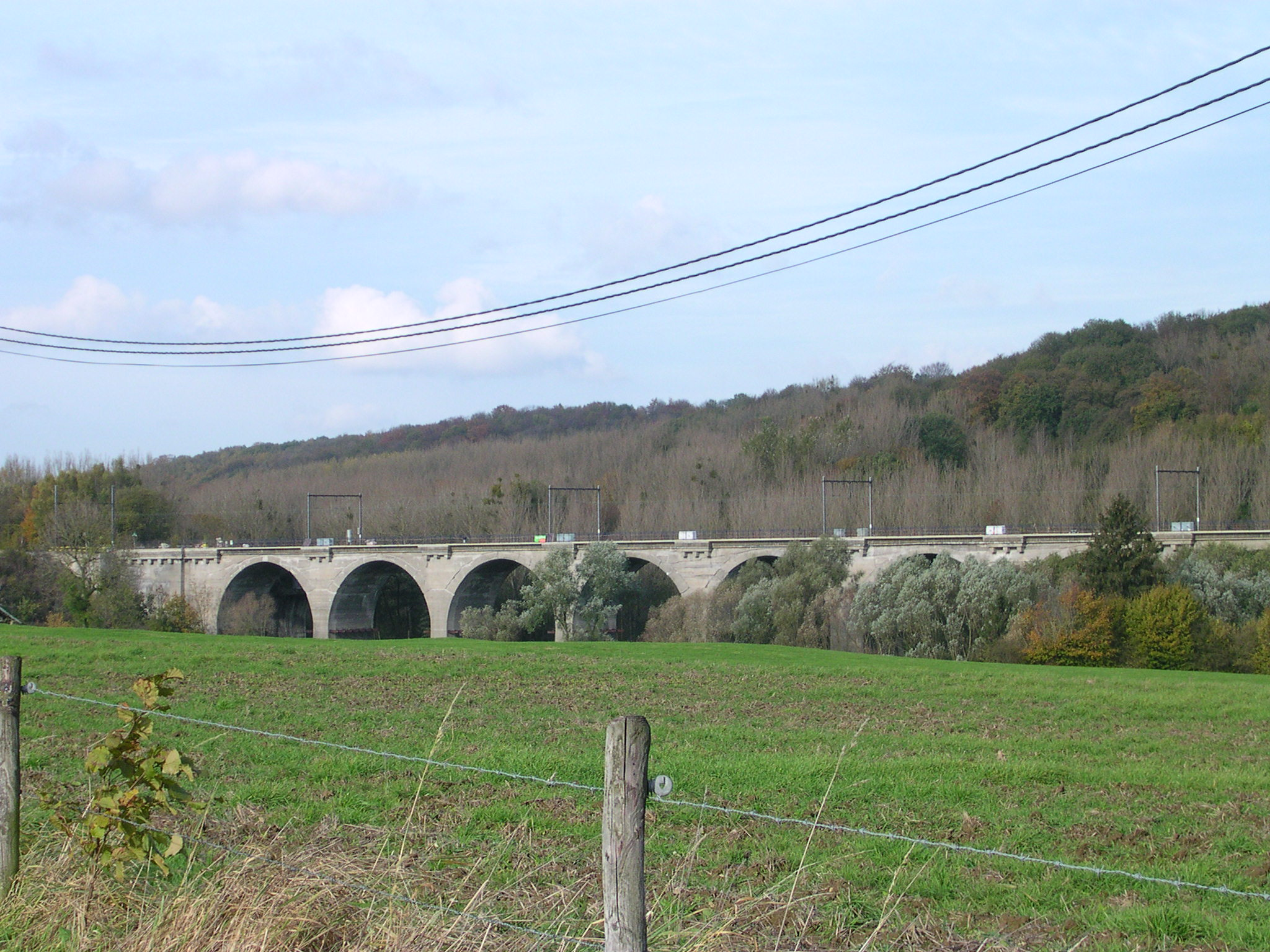
Viaduct tussen Homburg en Teuven
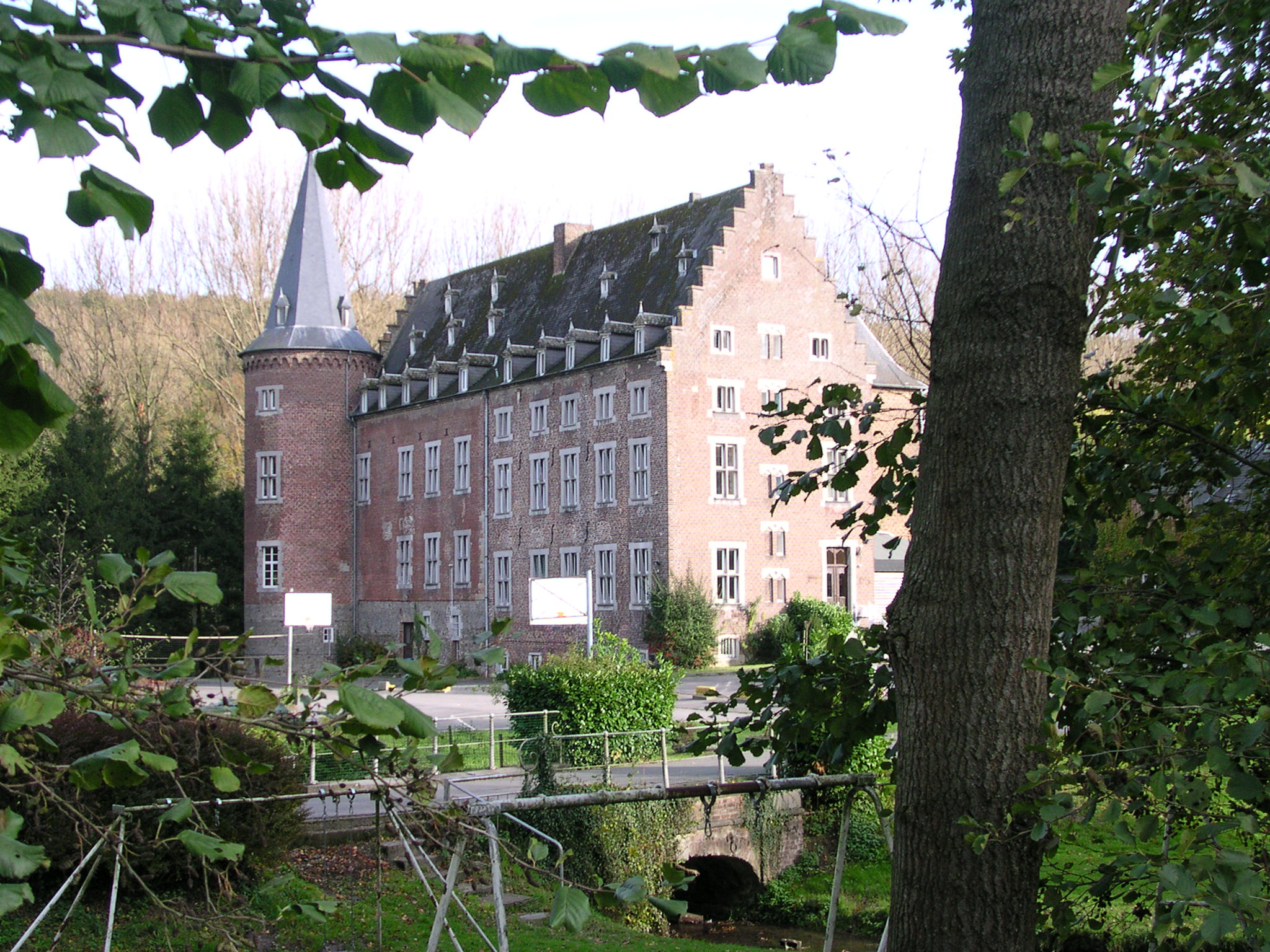
Kasteel Opsinnich te Remersdaal (tussen Homburg en Teuven)
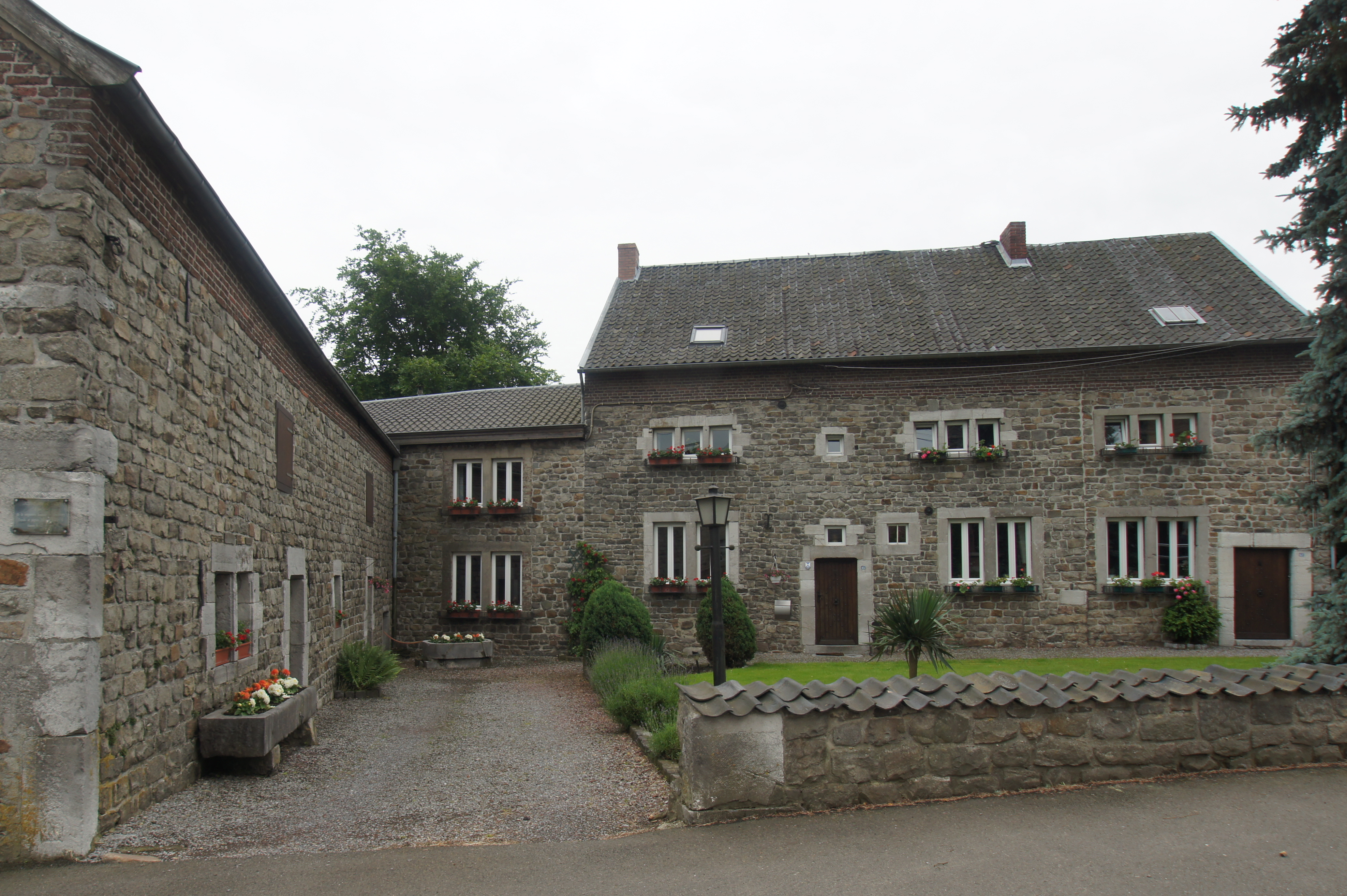
Voormalig gerechtshof van de heerlijkheid Homburg
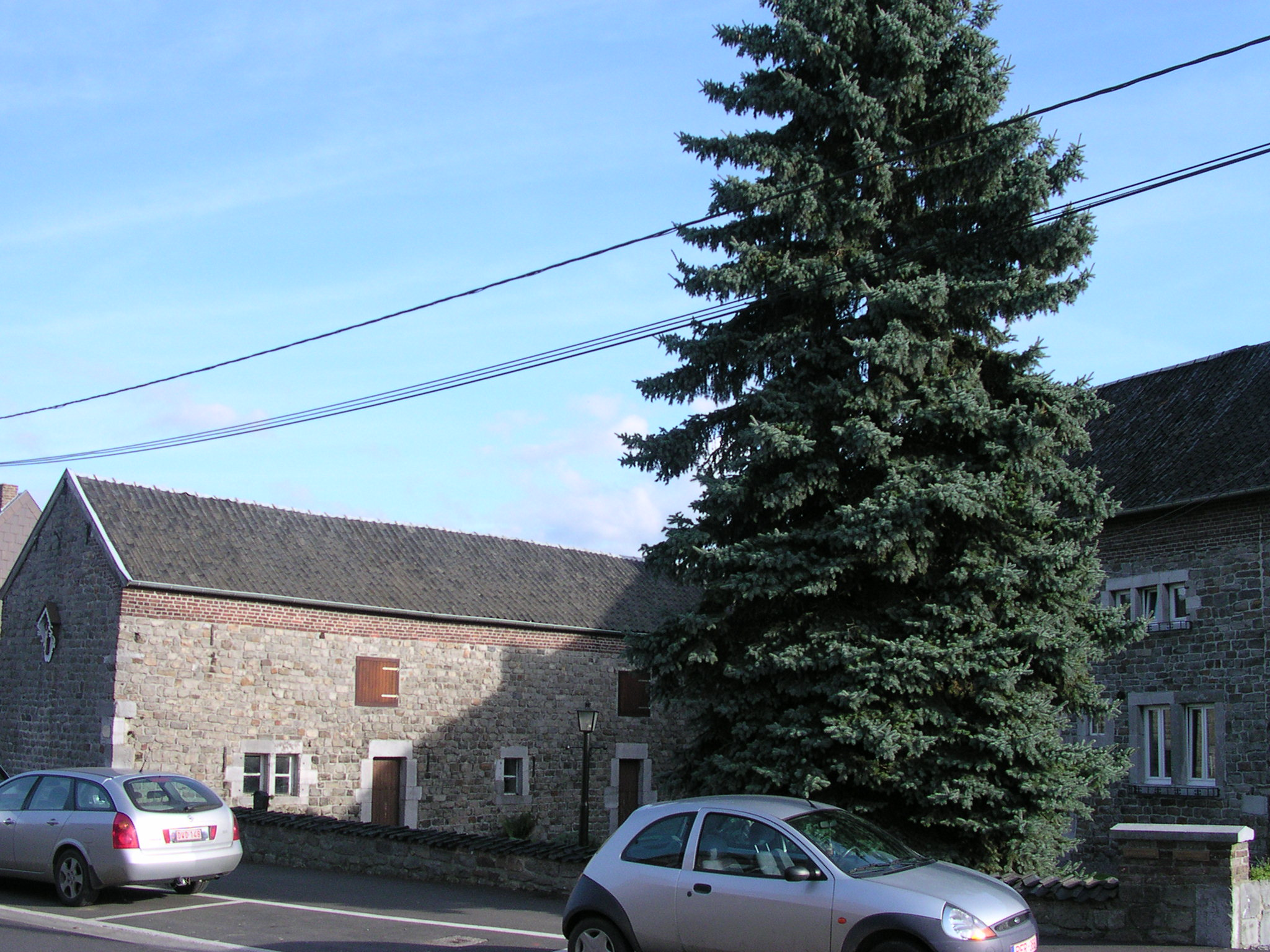
Voormalig gerechtshof van de heerlijkheid Homburg

## Watermolens
Bij Homburg hebben twee watermolens gelegen, stroomopwaarts aan de Gulp was dat Moulins Meyers (Gulpermolen), stroomafwaarts de Molen van Medael.

## Nabijgelegen kernen
Henri-Chapelle, Plombières, Sippenaeken, Hagelstein, Aubel

## Geboren
- Johan Meens (7 juli 1999), wielrenner